# Universidad de Waterloo
La Universidad de Waterloo, también comúnmente conocida simplemente como Waterloo, UW o UWaterloo, es una universidad pública de investigación intensiva que se localiza en la ciudad de Waterloo, Ontario, Canadá.  El campus principal está en 404 hectáreas (998 acres) de tierra adyacente a "Uptown" Waterloo y Waterloo Park.  La universidad ofrece programas académicos administrados por seis facultades y trece escuelas de facultad.  La universidad también opera tres campus satélites y cuatro colegios universitarios afiliados. Waterloo es miembro de la U15 o Grupo de las 15, un grupo exclusivo de universidades de investigación intensiva en Canadá. La Universidad de Waterloo es famosa por sus programas de educación cooperativa (co-op), que permiten a los estudiantes integrar su educación con las experiencias laborales aplicables, lo que la ha posicionado como una de las más relevantes del mundo. La universidad de Waterloo es reconocida por sus programas de ingeniería y científicos, un ejemplo de ello es la Dr. Donna Strickland quien gana el Premio Nobel en 2018 por sus innovadoras invenciones en el campo de la física láser.

## Historia y perfil
La Universidad de Waterloo fue originalmente concebida en 1955 como el Waterloo College Associate Faculties (WCAF) - o Colegio de Facultades asociadas de Waterloo -, una entidad semiautónoma dentro del Waterloo College (ahora conocida como Wilfrid Laurier University). Sus primeras clases iniciaron en 1957, y dos años después se convirtió en la Universidad de Waterloo. De sus relativos y humildes orígenes, UW se ha convertido en la vanguardia de investigación en Canadá. La Universidad de Waterloo ahora atrae muchos brillantes estudiantes de todo Canadá y esta ampliamente reconocida como una de las Universidades supremas de Canadá. También se es reconocida por sus largos programas de educación a distancia de licenciatura.
Waterloo es famosa por ser la autora de la educación cooperativa (debido en gran parte a los acuerdos de intercambio con otras universidades de América Latina, por ejemplo: con la UANL) en Canadá y mantiene actualmente el más grande programa de educación cooperativa en el mundo. Debido a esto, Waterloo ha establecido lazos fuertes con muchas corporaciones importantes en Norteamérica. En el rango de la revista anual Maclean, Waterloo se coloca constantemente entre las tres posiciones más altas de su categoría (instituciones de intensa investigación con una amplia variedad de programas de licenciatura y postgrado sin facultades de medicina). Desde un principio de las calificaciones de Maclean, Waterloo se ha colocado en los primeros lugares de las Universidades Canadienses durante 11 años consecutivos (1992-2002). Esta hazaña notable terminó cuando Waterloo se bajó a segunda posición las calificaciones de 2003. Desde el 8 de noviembre de 2004, la Universidad de Waterloo se ubicó de nuevo en el primer lugar de las calificaciones de Macleans .
La Universidad posee Facultades de Ciencias Aplicadas, Artes, Ingeniería, Estudios Medioambientales, Estudios Independientes, Matemáticas así como Ciencia y una escuela de Optometría en-campus. También tiene cuatro Colegios con afiliaciones religiosas dentro del campus: St. Jerome's University (católica), Renison College (anglicana), St. Paul's United College (United Church of Canadá), y Conrad Grebel University College (menonita).
La Universidad se ha descrito como el MIT de Canadá por sus destacados programas en matemáticas, ciencia, ciencia computacional e ingeniería. Alberga el Centro para la Investigación Criptográfica Aplicada y el Centro para la Educación en Matemáticas y Computación. Adicionalmente, el valor de los estudiantes de Waterloo en las competencias académicas tales como la Competición de Matemáticas de William Lowell Putnam y el Concurso del Programa Internacional ACM ha contribuido grandemente a incrementar la reputación de la Universidad en las últimas décadas.

## Lazos con la Industria
La Universidad de Waterloo también guarda estrechos lazos con compañías de alta tecnología como Amazon, Facebook, Microsoft, Blackberry entre otras. Siendo considerada por los especialistas como la universidad más influyente en innovación y gerencia de tecnología en Canadá y una de las mayores de Norteamérca.
A través de su gran programa cooperativo y muchas variaciones del mismo por parte de compañías canadienses, la universidad mantiene lazos cercanos con la industria de alta tecnología. La Universidad tiene una política de investigación intelectual que ha creado muchas compañías derivadas quienes mantienen una buena relación con la Universidad.
La Universidad fue criticada en agosto de 2002 cuando la Facultad de Ingeniería aceptó fondos de Microsoft para desarrollar cursos utilizando la nueva plataforma de Microsoft.

## Planes a Futuro
La Escuela de Arquitectura de la Universidad de Waterloo fue reubicada en el centro de la ciudad de Cambridge, Ontario, en septiembre de 2004. Esto le dio más espacio para crecer a la Escuela de Arquitectura, e impulsó la economía de la ciudad de Cambridge.
El Parque de Investigación de la Universidad de Waterloo está actualmente en obras de construcción al norte del campus de la ciudad universitaria. Este parque pretende albergar muchas de las industrias de alta tecnología y mantener una sociedad de innovación entre universidad y sector privado.
La Universidad y la ciudad de Kitchener están actualmente en proceso de construir un campus de Ciencia y salud, que incluye una Escuela de Farmacología, en el distrito central de Kitchener. Para desarrollar el proyecto han sido elegidos un arquitecto, Robbie/Young más la firmas Wright Architects & Hariri Pontarini Architects. El proyecto costará $34 millones de dólares (canadienses) en su primera fase.
El Departamento de Diseño de Sistemas de Ingeniería de la Universidad ha anunciado recientemente su intención de tener un nuevo edificio exclusivo para el departamento y sus estudiantes antes de 2007. Con un espacio garantizado por la Universidad, y con soporte del programa alumni, la recaudación de fondos comenzó en 2004.
Con donaciones de exalumnos y contribuciones del gobierno, la Universidad anuncio en abril de 2004 los fondos del Instituto para Computación Quántica .
La construcción comenzará próximamente con un edificio de $70 millones que albergara el Instituto de Computación Quántica así como el nuevo Programa de Nanotecnología.
La Universidad esta actualmente desarrollando un programa de enriquecimiento para estudiantes de preparatoria. Este programa está programado para comenzar en el otoño de 2005, ha sido llamado "Waterloo Ilimitado." .

## Récords
En septiembre de 2004, el automóvil solar de la Universidad de Waterloo rompió el Récord Guinness de el viaje más largo de un auto de propulsión solar. El auto solar, llamado Midnight Sun VII, rompió el récord oficial de 7.043,5 km (mantenido anteriormente por la Universidad de Queens) y el récord no oficial de 13,054 km (mantenido anteriormente por Royal Melbourne Institute of Technology en Australia) después de mantener una gira de 40 días en Canadá y los Estados Unidos, viajando un total de 15,079 km. La gira llevó al auto solar a través de 7 provincias y 15 estados.

## Los hechos y figuras
- UW fue la primera universidad en el mundo en establecer una Facultad de Matemáticas.
- La Facultad de Matemáticas de UW es la facultad más grande en la rama de matemáticas, estadística, y ciencias computacionales.
- UW genera más de $1,6 mil millones de la actividad económica (1999) en Ontario.
- Anualmente, UW atrae a cerca de 400.000 visitantes fuera de la región. Anualmente, UW es responsable cerca de un cuarto de las compañías derivadas de las universidades canadienses.
- La universidad es representada por los Waterloo Warriors (Guerreros de Waterloo) en el Deporte Canadiense de Ínter universitario.

## Alumnos y maestros destacados
- Tim Bray - Co-Inventor de XML
- David Cheriton - Profesor de la Universidad de Stanford, accionista de Google, Granite Systems, VMWare, #7 en la lista de Forbes Midas 2005.
- Donald Meichenbaum - Psicólogo investigador en las áreas de clínica y tratamiento y prevención de la violencia.
- George Elliot Clarke - Poeta y escritor ganador de reconocimientos
- Erik Demaine - El profesor más joven de geometría computacional en MIT
- Tom Duff - Científico computacional
- Gus German, Jim Mitchell, Richard Shirley, Robert Zamke - Compiladores Fortran WATFOR
- Mike Lazaridis - Fundador de Research In Motion
- Rasmus Lerdorf - Diseñador de Ingeniería de Sistemas - autor original de PHP
- W. T. Tutte - descifró códigos (durante la Segunda Guerra Mundial), Combinatoria y teoría gráfica
- Petri (Peter) Woldemar - Renombrado ingeniero estructural
- Dr. Donna Strickland quien ganó el Premio Nobel por sus innovadores inventos en el campo de la física láser. 2018

## Presidentes
- David Johnston (1999-present)
- James Downey (1993-1999)
- Douglas T. Wright (1981-1993)
- Burt Matthews (1970-1981)
- Howard Petch (1969-1970)
- Gerry Hagey (1957-1969)

## Tradiciones y peculiaridades
- Una especie única de árbol es donada por cada generación de graduados y se plantan en Alumni Lane.
- El Davis Centre está diseñado para lucir como un microchip en vista aérea.
- Los estudiantes de la Facultad de Ciencias reciben una bata blanca de laboratorio cuando se inscriben.
- Los estudiantes de la Facultad de Ingeniería reciben un casco amarillo de protección cuando se inscriben.
- Los estudiantes de la Facultad de Ingeniería reciben un anillo de hierro en su graduación.
- Los estudiantes de la Facultad de Matemáticas reciben una corbata rosada, la cual se reconoce como símbolo no-oficial de estudiantes de matemáticas. La historia de como se originó esto puede ser encontrada en la página oficial de la Leyenda de la corbata Rosada Archivado el 16 de julio de 2012 en Wayback Machine..
- Los estudiantes del Programa de Diseño de Software, junto con las Facultades de Ingeniería y matemáticas, reciben un casco amarillo y una corbata rosa.
- La mascota de la facultad de Ingeniería es un tubo de 60 pulgadas de diámetro llamado Tool (herramienta), formalmente conocido como Ridgid Tool (herramienta rígida), y fue donado por Ridgid Tool Company.
- La vida estudiantil converge en el popular Student Life Centre, que contiene un comedor, lounge, y espacios para actividades estudiantiles junto con otros servicios para estudiantes. Localizado en el Corredor del Student Life Centre, Turnkey Desk (el centro de atención) ha estado operando 24 horas al día, 365 días al año, continuamente desde la apertura del Student Life Centre en 1968 (cuando era conocido como Campus Centre). Turnekeys (o personal de atención al estudiante), son estudiantes que conocen casi todo sobre lo que se debe saber y que está ocurriendo alrededor del campus y en la comunidad, y ayudan a los estudiantes así como proveen café, boletos para autobús, y otros servicios. Turnkeys (Turnkey en inglés es sinónimo de carcelero) son reconocidos debido a que mantienen las llaves de muchos salones del Student Life Centre, y comparten sus nombres con antiguos carceleros.